# Stone Mountain
Stone Mountain är en stad (city) i DeKalb County i delstaten Georgia, USA. Enligt United States Census Bureau har staden en folkmängd på 5 871 invånare (2011) och en landarea på 4,4 km².